# 閃蛛亞科
閃蛛亞科（學名：Heliophaninae）是跳蛛科之下的一個亞科。分佈於全世界，本亞科的物種在
非洲和亚洲的多樣性最高。

## 分類
以下各屬均為本亞科成員：
- Bacelarella（英语：Bacelarella）
- Carrhotus
- Ceglusa（英语：Ceglusa）
- Chrysilla
- Cosmophasis（英语：Cosmophasis）
- Echinussa（英语：Echinussa）
- Epocilla
- Festucula（英语：Festucula）
- 姬岛拟伊蛛属 Hakka
- Helicius（英语：Helicius）
- Heliophanillus（英语：Heliophanillus）
- Heliophanoides（英语：Heliophanoides）
- 閃蛛属 Heliophanus
- Helvetia（英语：Helvetia (spider)）
- Icius（英语：Icius）
- Jaluiticola（英语：Jaluiticola）
- Kupiuka（英语：Kupiuka）
- Maltecora（英语：Maltecora）
- Marchena（英语：Marchena）
- Matagaia（英语：Matagaia）
- Menemerus（英语：Menemerus）
- Natta（英语：Natta）
- Orsima（英语：Orsima）
- Paraheliophanus（英语：Paraheliophanus）
- 金蝉蛛属 Phintella
- Plesiopiuka（英语：Plesiopiuka）
- Pseudicius（英语：Pseudicius）
- Tasa（英语：Tasa）
- Theriella（英语：Theriella）
- Yepoella（英语：Yepoella）

## 外部連結
- 維基物種上的相關：閃蛛亞科